# Collège national Mihai Eminescu de Satu Mare
Le collège national Mihai Eminescu (en roumain: Colegiul Naţional Mihai Eminescu) est une institution d’enseignement secondaire sise à Satu Mare en Roumanie. Le collège jésuite fondé en 1634 devient épiscopal en 1804. En 1919 il adopte la langue roumaine et est placé sous le patronage de Mihai Eminescu, éminent poète roumain.

## Histoire
Les premiers Jésuites s’installent dans la ville de Satu Mare, alors en principauté de Transylvanie, en 1634, après que le conflit entre le Saint-Empire romain et la principauté de Transylvanie  à propos de la citadelle de Satu Mare ait été réglé (au siècle précédent) grâce aux bons offices du père Antonio Possevino, jésuite italien, souvent actif comme diplomate du Saint-Siège. Possevino ouvrit le premier collège jésuite de Transylvanie à Cluj.        
En 1639 le décret impérial de Ferdinand III créant le collège de Saru Mare est signé.   Il fonctionne sans discontinuité sous la direction des Jésuites et suivant les principes éducatifs de leur ‘Ratio studiorum’ jusqu’en 1773 lorsque l’ordre religieux est supprimé par le pape Clément XIV. En 1804, avec la création du diocèse de Satu Mare, le collège devient lycée épiscopal.
Les bouleversements sociopolitiques du XIXe et début du XXe siècle aboutissement à la création d’un royaume indépendant de Roumaine en 1918, incluant la Transylvanie. En 1919 le collège de Satu Mare devient entièrement roumain et est placé sous le patronage de Mihai Eminescu, éminent poète roumain du XIXe siècle. Ainsi le collège au cours de son existence est passé du latin au hongrois, à l’allemand et enfin au roumain. À Satu Mare il fut la première institution d’enseignement secondaire à passer entièrement à la langue roumaine. 

## Aujourd’hui
Le collège national comprend aujourd’hui 28 classes de niveau secondaire et quatre de niveau secondaire supérieur. Les classes suivent différentes orientations spécialisées : mathématiques et science, sciences naturelles, sciences sociales, langues modernes. Certaines classes sont bilingues : anglais-roumain, français-roumain.  

## Personnalités
- Entre 1878 et 1885, le prêtre gréco-catholique Vasile Lucaciu (1852-1922), militant pour les droits des Roumains en Transylvanie, fut professeur de roumain au collège épiscopal.
- Le peintre Aurel Popp (ro) (1879-1960), fut professeur de dessin au collège.